# レトロネシン
レトロネシン（英語: retronecine）は、キオン属、タヌキマメ属、ムラサキ科の様々な植物に含まれるピロリジジンアルカロイドである。その他ピロリジジンアルカロイドの最も単純な中心核である。